# Helminthosporium
Helminthosporium Link – rodzaj workowców z klasy Dothideomycetes.

## Systematyka i nazewnictwo
Pozycja w klasyfikacji według Index Fungorum: Massarinaceae, Pleosporales, Pleosporomycetidae, Dothideomycetes, Pezizomycotina, Ascomycota, Fungi.
Synonimy: Macroön Corda, Mydonotrichum Corda, Oxysporium Lév.
Gatunki występujące w Polsce:
- Helminthosporium acroleucum Sacc., E. Bommer & M. Rousseau 1887[3]
- Helminthosporium anomalum J.C. Gilman & E.V. Abbott 1927
- Helminthosporium bondarzewii Pidopl. 1950
- Helminthosporium lunariae Pollacci 1888[3]
- Helminthosporium rhopaloides Fresen. 1863
- Helminthosporium solani Durieu & Mont. 1849
- Helminthosporium velutinum Link 1809

Nazwy naukowe na podstawie Index Fungorum. Wykaz gatunków według W. Mułłenki i innych. Autorzy zastrzegają, że jest to tylko lista wstępna, niepełna. Oprócz wyżej wymienionych gatunków w polskiej literaturze naukowej podano także wiele innych przedstawicieli rodzaju Helminthosporium bez rozróżnienia gatunku.